# Guénange
Guénange település Franciaországban, Moselle megyében. Lakosainak száma 7922 fő (2022. január 1.). Guénange Volstroff, Bertrange, Bousse, Richemont, Rurange-lès-Thionville és Uckange községekkel határos.

## Népesség
A település népességének változása:
| Lakosok száma | 9862 | 8327 | 6794 | 6966 | 6977 | 7172 | 7210 | 7559 | 7594 | 7922 |
|               | 1968 | 1982 | 1990 | 2006 | 2013 | 2015 | 2017 | 2019 | 2020 | 2022 |